# ماریا آنتونیتا د لاس نیوز
ماریا آنتونیتا د لاس نیوز (انگلیسی: María Antonieta de las Nieves؛ زادهٔ ۲۲ دسامبر ۱۹۴۹) بازیگر تلویزیون، بازیگر سینما و خواننده اهل مکزیک است. وی از سال ۱۹۵۷ میلادی تاکنون مشغول فعالیت بوده است.
از فیلم‌ها یا برنامه‌های تلویزیونی که وی در آن نقش داشته است می‌توان به کودک هشت اشاره کرد.